# Podmornice klase George Washington
Klasa George Washington, klasa američkih balističkih podmornica i prva takva vrsta podmornice u svijetu. U razdoblju od 1958. do 1961. izgrađeno je ukupno pet plovnih jedinica, s tim da je prva, USS George Washington, započeta kao USS Scorpion klase Skipjack te u ranim fazama gradnje prerađena u balističku podmornicu produženjem trupa i dodavanjem odjeljenja s projektilima.
Početkom 1980-ih zbog ograničenja nametnutih sporazumom SALT II, s USS George Washington, USS Patrick Henry (SSBN-599), i USS Robert E. Lee (SSBN-601) uklonjeni su projektili te su ostatak službe proveli u ulozi napadnih podmornica.

## Plovne jedinice
- USS George Washington (SSBN-598)
- USS Patrick Henry (SSBN-599)
- USS Theodore Roosevelt (SSBN-600)
- USS Robert E. Lee (SSBN-601)
- USS Abraham Lincoln (SSBN-602)